# Schnittlauch
Schnittlauch (Allium schoenoprasum), auch Graslauch, Binsenlauch, Brislauch, Grusenich, Jakobszwiebel oder Schnittling genannt, ist eine Pflanzenart aus der Gattung Lauch (Allium). Schnittlauch wird als Gewürz verwendet und ist eine häufig vorkommende Kulturpflanze. Für viele Tiere ist er dagegen giftig (→ Zwiebelvergiftung).

## Beschreibung

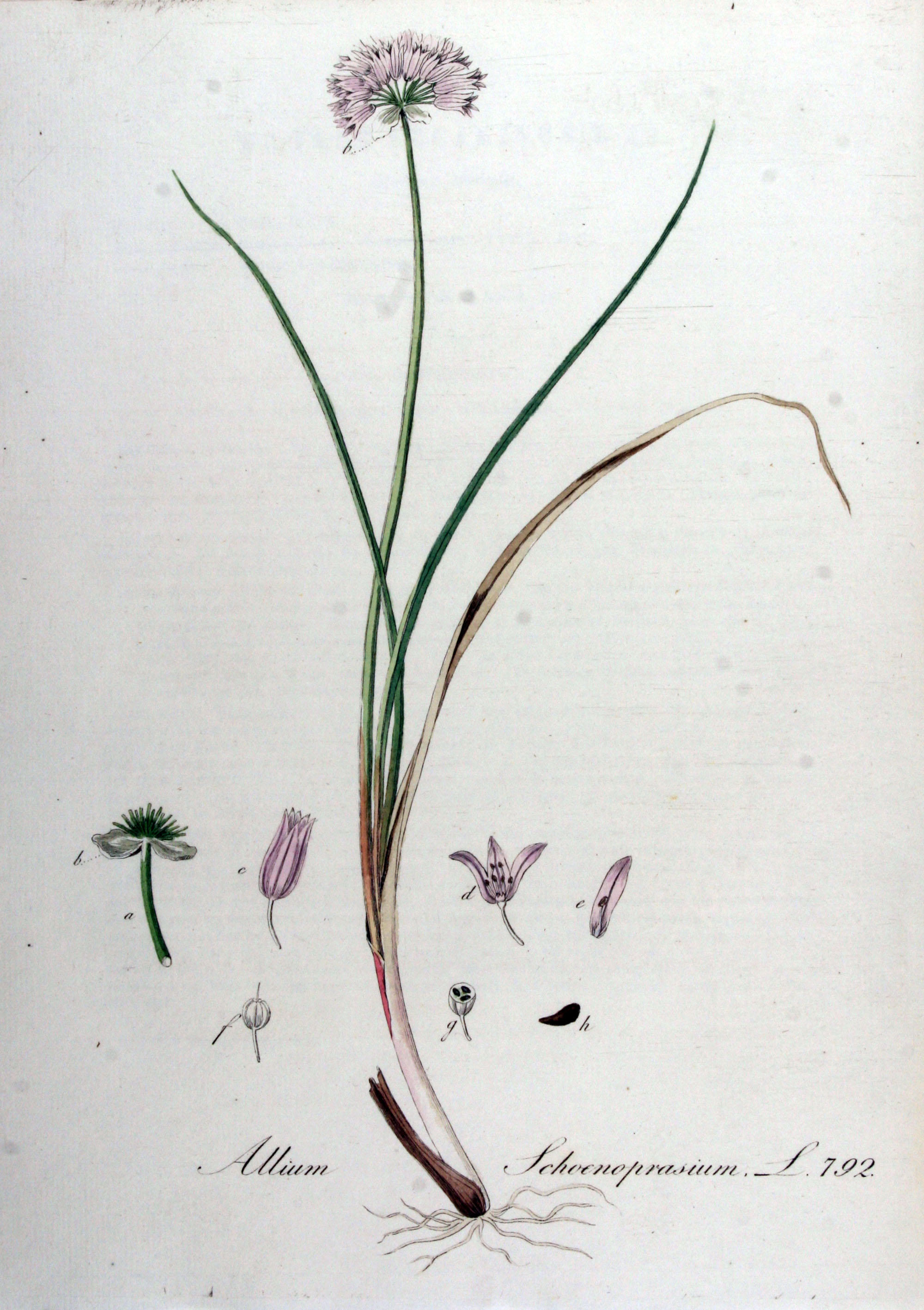
Illustration aus Flora Batava, Volume 10

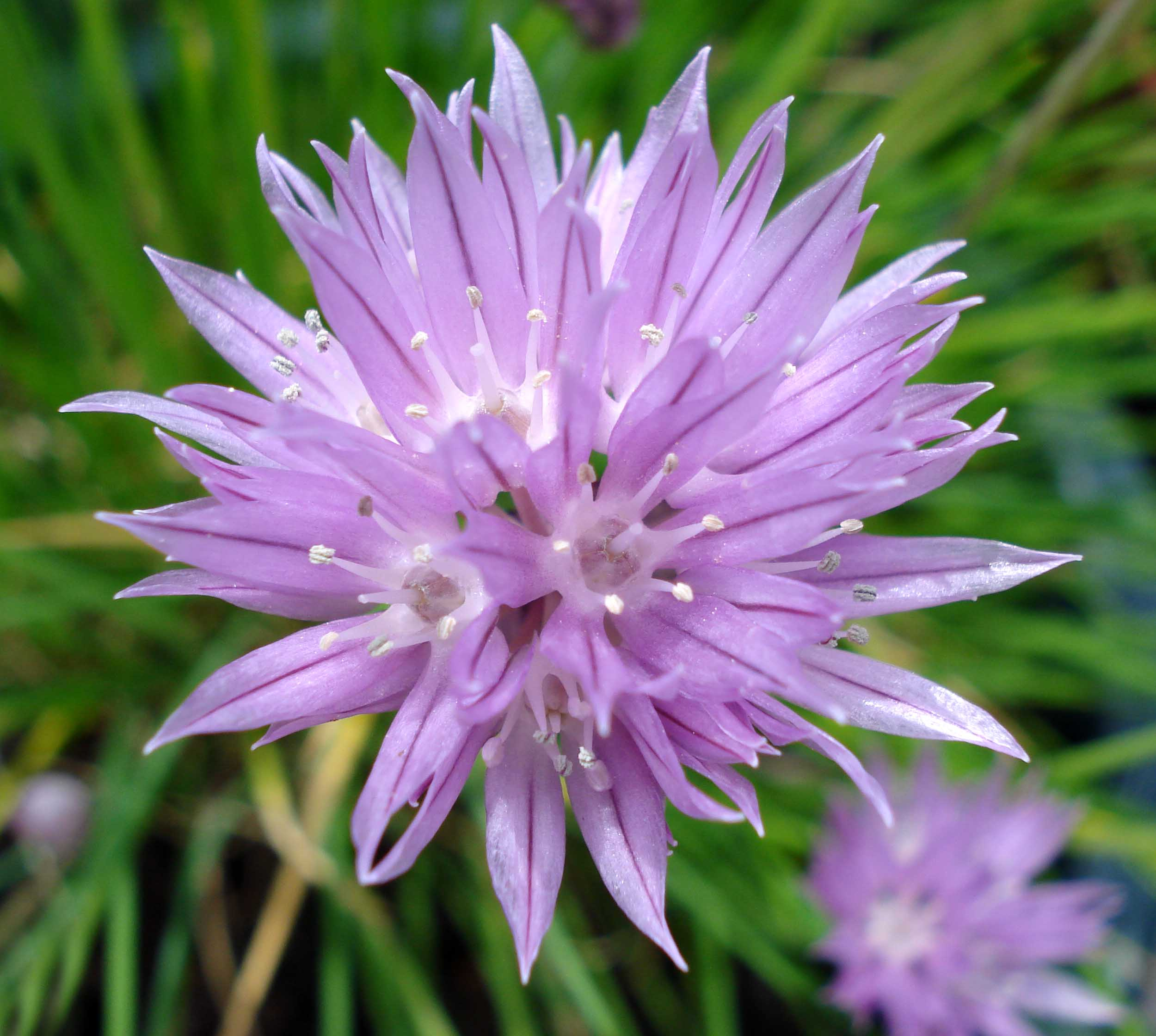
Blütenstand

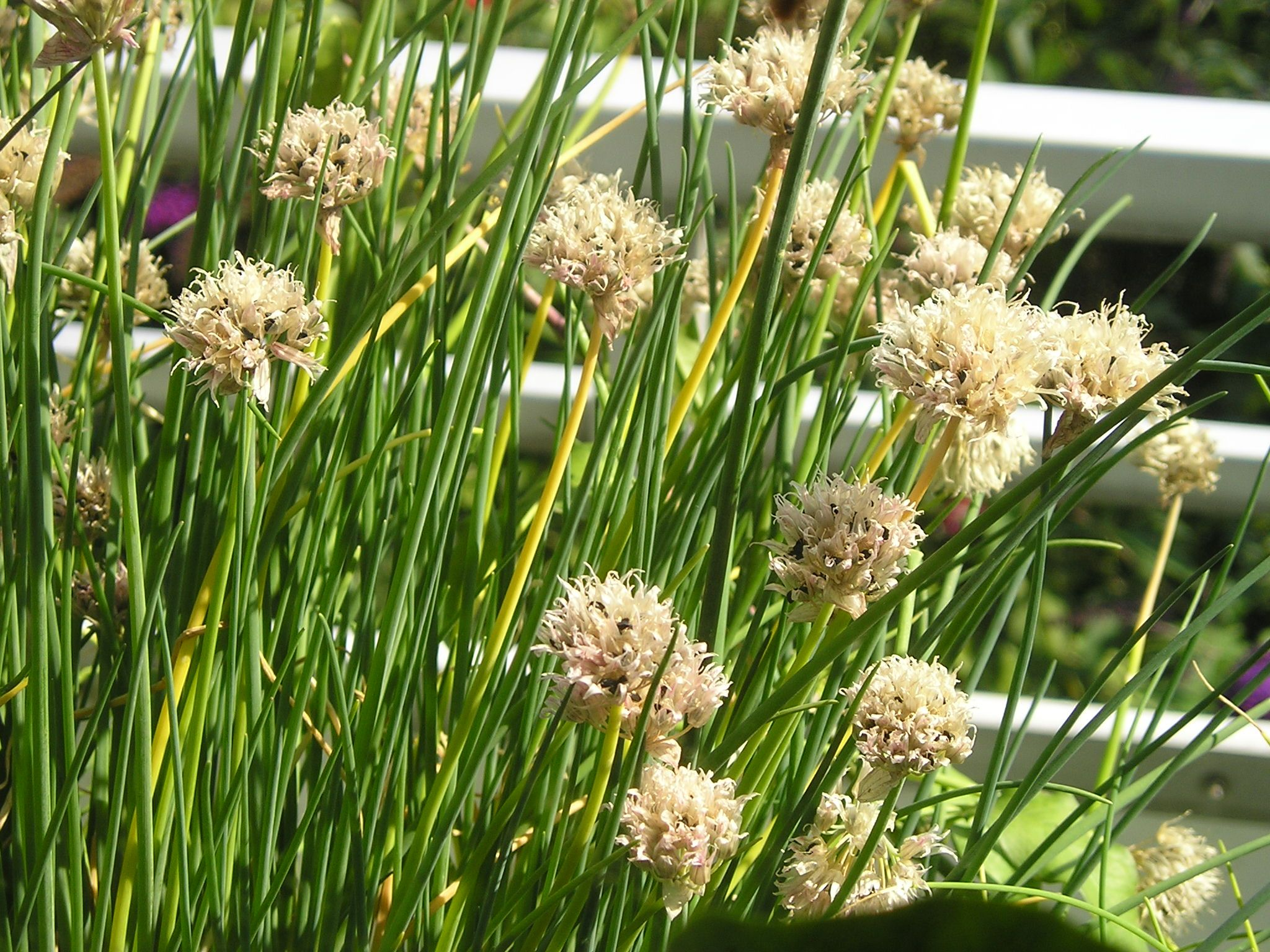
Fruchtstände

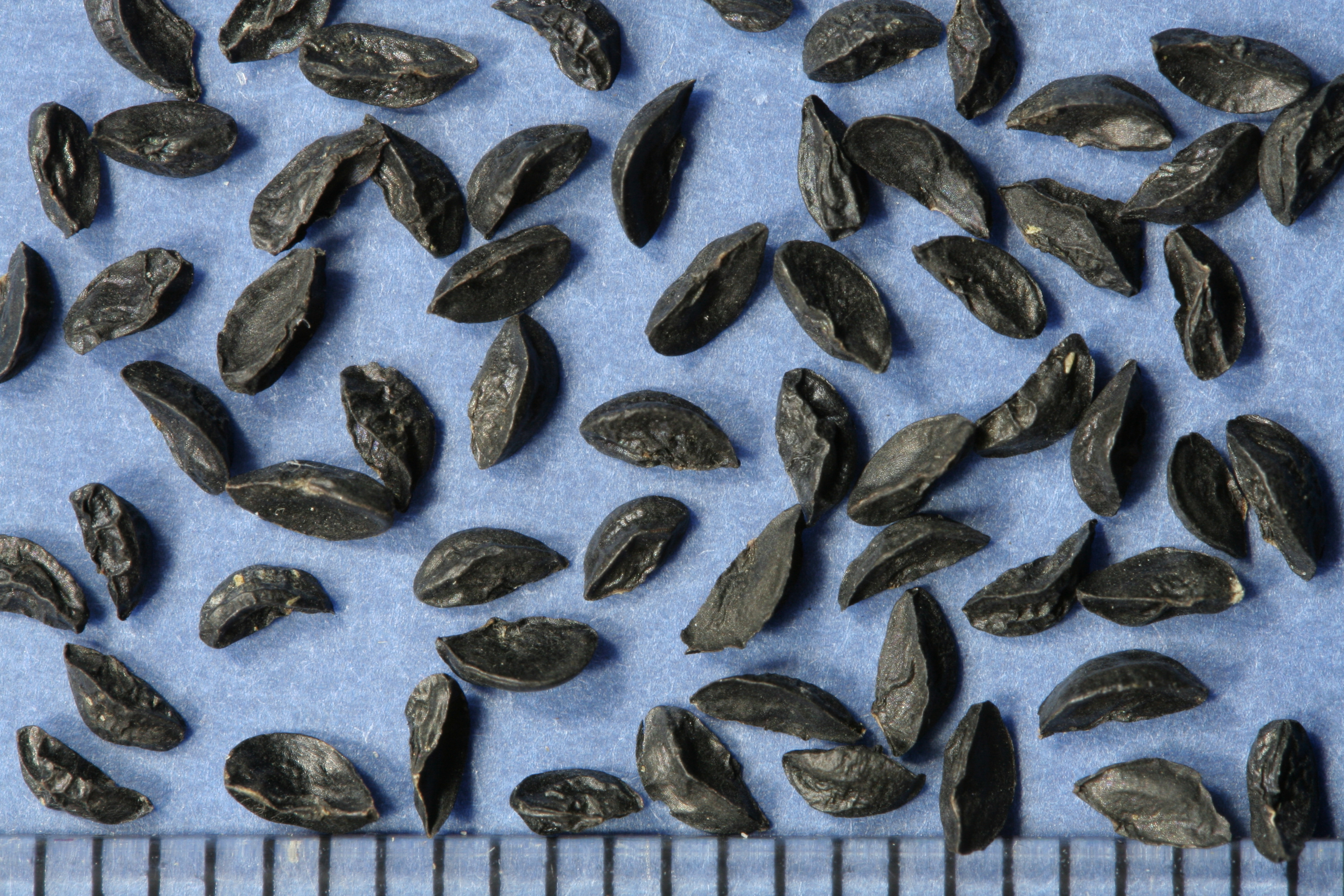
Schwarze Samen

### Vegetative Merkmale und Herkunft
Schnittlauch stammt aus Eurasien und kommt mit fast allen Bedingungen des Wetters zurecht. Er ist eine ausdauernde krautige Pflanze, die Wuchshöhen von 5 bis 50 Zentimetern erreicht. Er bildet eine dünnhäutige, eiförmige bis zylindrische Zwiebel aus mit einem Durchmesser von 0,5 bis 1 Zentimetern. Daraus treiben ein bis zwei grüne oder graugrüne, im Querschnitt runde, röhrenförmige Laubblätter mit einem Durchmesser von 2 bis 6 Millimetern. Infolge unterirdischer vegetativer Vermehrung durch Tochterzwiebeln erscheint Schnittlauch oft in Gestalt vielblättriger Horste.

### Generative Merkmale

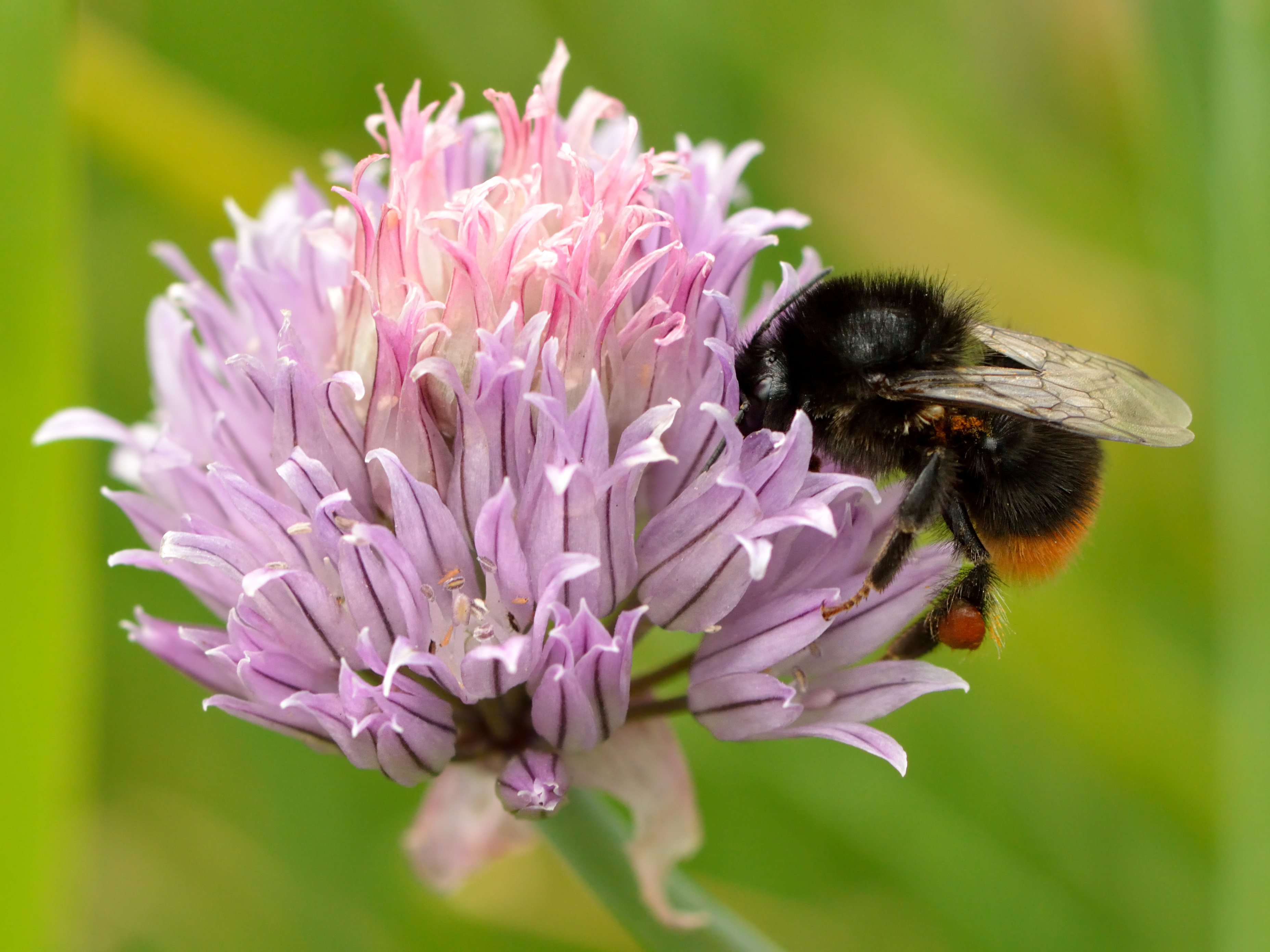
Schnittlauch ist eine gute Bienentrachtpflanze

Die Blütezeit reicht je nach Standort von Mai bis August. Die Blütenstandsschäfte ähneln den Laubblättern, sind aber etwas fester und höher. Die endständigen, dichten, kugeligen bis eiförmigen, scheindoldige Blütenstände enthalten viele (30 bis 50) Blüten. Ihre Hüllblätter überragen den Blütenstand nie. Anders als beim Weinberg-Lauch (Allium vineale) oder dem Gemüse-Lauch (Allium oleraceum) bildet der Blütenstand des Schnittlauchs keine Brutzwiebeln aus. Die kurzen Blütenstiele sind eineinhalb- bis dreimal so lang wie die Blüten.
Die zwittrigen, glockenförmigen Blüten sind bei einem Durchmesser von etwa 5 Millimetern radiärsymmetrisch und dreizählig. Die sechs gleichgestaltigen, sich allmählich zuspitzenden Blütenhüllblätter sind etwa 0,7 bis 1,1 (selten bis 1,7) Zentimeter lang und 3 bis 4 Millimeter breit. Die Farbe der Blütenhüllblätter ist violett-purpurfarben, selten auch weiß, manchmal etwas blaustichig, sie variiert von hell- bis dunkelrot; auffällig ist ein dunkler hervorgehobener Mittelnerv. Es sind zwei Kreise mit je drei zahnlosen Staubblättern vorhanden. Die Staubfäden sind meist ein Drittel bis ein Halb (selten bis zu zwei Drittel) mal so lang wie die Blütenhüllblätter; sie sind an ihrer Basis und auf einer Länge von 1–1,5 Millimetern mit den Blütenhüllblättern verwachsen. Die inneren Staubfäden sind nur halb so breit wie die äußeren. Die Staubbeutel sind purpurfarben. Drei Fruchtblätter sind zu einem oberständigen, fast kugeligen Fruchtknoten verwachsen. Der Griffel endet in einer kopfigen Narbe. Die fast kugelige Kapselfrucht ist von den Blütenhüllblättern ballonartig umgeben. Die Samen sind schwarz.
Die Chromosomenzahl beträgt 2n=16.

## Vorkommen

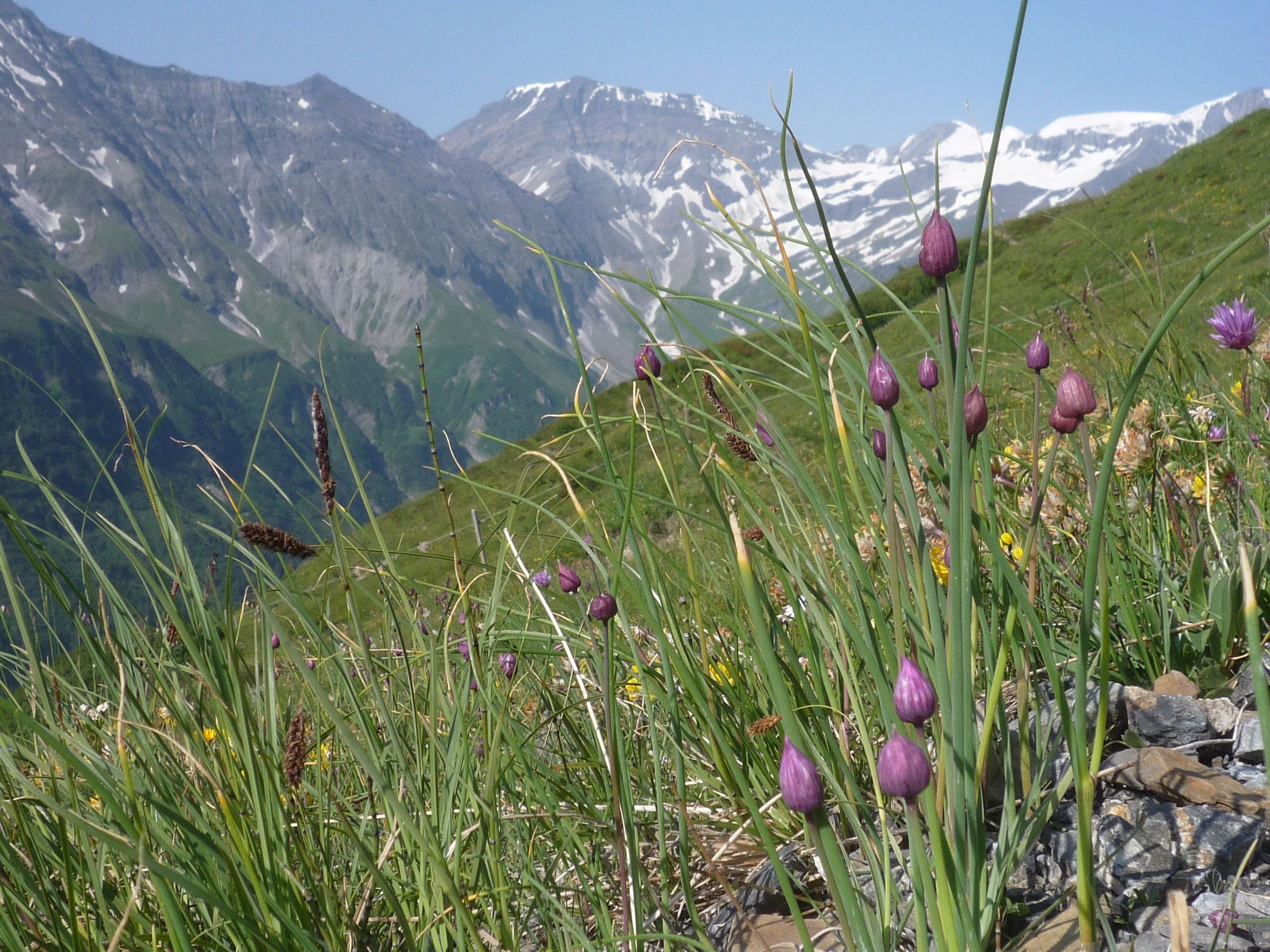
Knospige Blütenstände mit den die Blütenknospen schützenden Hüllblättern im Calfeisental auf zirka 2000 Meter über Meer

Natürliche Bestände von Schnittlauch sind auf der Nordhalbkugel in alpinen Hochgebirgen des gemäßigten, borealen und subarktischen Eurasiens und Nordamerikas weitverbreitet, sowohl in Nutzgärten als auch verwildert.
Das europäische Verbreitungszentrum liegt in Fennoskandinavien, dem nördlichen Russland sowie den subalpinen Höhenstufen der Iberischen Halbinsel, der Alpen (insbesondere in den westlichen Kalkalpen).
Kleinere Vorkommen finden sich in den Sudeten, auf der Balkanhalbinsel (z. B. eine 2012 neuentdeckte Population bei Idrija im nördlichen Teil des Dinarischen Gebirges), darüber hinaus in der Slowakei, in Rumänien, Serbien (Prokletije, Šar Planina, Pešter, Stara Planina und Tara-Gebirge), Montenegro (Maganik, Durmitor und Prokletije) und Nordmazedonien (Šar Planina, Belasica, Galičica und Nidže).
In Griechenland ist Schnittlauch selten und wird nur von drei Standorten aus dem nördlichen Pindos sowie dem Voras beschrieben. Im Tymfi-Gebirge an der griechisch-albanischen Grenze, am Smolikas sowie am Kajmakčalan an der griechisch-makedonischen Grenze ist er zwischen 1700 und 2100 m auf feuchte alpine Grasflächen beschränkt.
In Eurasien kommt Schnittlauch im Ural, im Ararat-Hochland, dem Kaukasus, Zentralasien (im Himalaya bis 4760 m Höhe), Sibirien und dem Fernen Osten vor.
Auf dem amerikanischen Kontinent tritt er in den borealen Regionen der USA und Kanadas auf.
Der Schnittlauch ist von den Mittelbreiten bis in die borealen wie subarktischen Zonen, mit Häufung in alpinen Höhenstufen der Hochgebirge der Nordhalbkugel, zirkumpolar verbreitet. Trotz der weiten Verbreitung und zahlreich vorkommender Ökotypen kann diese Art nach genetischen Merkmalen nicht in Unterarten aufgesplittet werden. 
Der Schnittlauch ist eine boreo-montane Art, die in der kaltgemäßigten Zone verbreitet ist. Zumeist wird er als Element der subalpinen Vegetationsstufe mit nordamerikanisch-eurasischer Verbreitung betrachtet. Nach Hermann Meusel, Eckehart Jäger und Erich Weinert (Vergleichende Chorologie der Zentraleuropäischen Flora) ist der Schnittlauch wahrscheinlich ein Florenelement der kontinentalen arktisch-alpinen Flora mit Beziehungen zur Steppenflora. In Großbritannien wird der Schnittlauch zu den boreal-arktischen montanen Florenelementen gezählt. Er wächst hier häufig an feuchten Standorten von Seeufern und Flussbänken, wo er bereits während der eiszeitlichen Kältephasen ein beständiges Florenelement stellte. In Skandinavien tritt er als Bestandteil sub-borealer und borealer Steppen auf flachen Gesteins- und Kalkfelsböden auf. Er gehört hier zur pflanzensoziologischen Ordnung Helianthemo-Globularion in der Klasse Festucetalia valesiacae.
Im mitteleuropäischen Bergland ist Schnittlauch auf vernässten, quellnassen Hängen und berieselten Felsterrassen hochmontaner und subalpiner Feuchtweiden anzutreffen. Er ist in solchen Feuchtwiesen zwar nur sporadisch verbreitet, kommt dann aber über anmoorigen Böden mit einem Deckungsgrad von rund 75 Prozent vor. Daneben wachsen zahlreiche Nässezeiger wie Sumpf-Schachtelhalm, Bach-Nelkenwurz sowie Säurezeiger wie die Braun- und Steife Segge. In der Moosschicht sind Starknervmoose der alpinen Quellfluren häufig. In den arktischen Regionen auf der Taimyr-Halbinsel ist die Art Lagoto glaucae-Allietum schoenoprasi von Feuchtwiesen der Tundra beschrieben worden. Diese wurden zur Klasse Thlaspietea rotundifolii gestellt.
Die auf Gebirgsstufen beschränkte robuster wachsende „Unterart“ subsp. sibiricum gedeiht in Höhenlagen von 1200 bis 2650 Metern auf feuchten Steinschuttfluren, Auen und Schneeböden sowie in Bachrillen und an Quellaustritten. In den Allgäuer Alpen steigt sie bis zu 2100 Metern auf. Die Habitate sind sehr stark oder mittelstark mit Nährstoffen versorgt.
Die im Tiefland vorkommende kleiner bleibende „Unterart“ subsp. schoenoprasum wächst entlang von Flussläufen und auf feinerdigen und schlammigen Sand- und Kiesbänken an der Meeresküste.
Der Schnittlauch gedeiht in Mitteleuropa am besten auf lockeren, nährstoffreichen und feuchten Böden. Er kommt in folgenden pflanzensoziologischen Einheiten vor: Kalkschutt-Gesellschaften (Thlaspion rotundifolii), Kalk-Quellsümpfe (Caricion davallianae), Flutrasen (Agropyro-Rumicion, Agrostietalia), seltener auch in Feuchtwiesen (Molinietalia) oder Silbergrasrasen (Corynephoretalia).
Die ökologischen Zeigerwerte nach Landolt & al. 2010 sind in der Schweiz: Feuchtezahl F = 4w+ (sehr feucht aber stark wechselnd), Lichtzahl L = 4 (hell), Reaktionszahl R = 4 (neutral bis basisch), Temperaturzahl T = 2+ (unter-subalpin und ober-montan), Nährstoffzahl N = 3 (mäßig nährstoffarm bis mäßig nährstoffreich), Kontinentalitätszahl K = 3 (subozeanisch bis subkontinental).

## Systematik
Allium schoenoprasum gehört zur Sektion Schoenoprasum Dumort. in der Gattung Allium L.. Wie die anderen nahe verwandten Sektionen Cepa Prokh. und Annuloprason Egor. mit ebenfalls spießförmigen Blättern, gehört er zum Subgenus Rhizirideum (Koch) Wendelbo. In der letzten gültigen taxonomischen Bearbeitung der Sektion Schoenoprasum durch Nikolai Friesen (1996) wurden in der Sektion sieben Arten und drei Unterarten anerkannt.
Die wichtigste Art der Sektion ist der diploide in Eurasien und Nordamerika weitverbreitete Schnittlauch. Zum Schnittlauch gehören daneben auch zwei tetraploide Unterarten, die aus Spanien beschrieben wurden: subsp. latiorifolium (Sierra de Guadarrama) und subsp. orosiae (Hueska).
Morphologisch ist der Schnittlauch vielgestaltig und hat dadurch auch eine komplizierte nomenklatorische Vergangenheit. Vier morphologische Typen wurden über das Gesamtverbreitungsgebiet durch Friesen informell ausgeschieden, wie auch Allium buhseanum Regel aus dem Elburs im Iran und dem Kaukasus als Synonym zu Allium schoenoprasum s. l. gilt. Allgemein rühren die Probleme aus der unzusammenhängenden Verbreitung der vier Typen sowie der Charaktere, die dieser Unterscheidung zu Grunde liegen.
So finden sich die kleinsten Pflanzen auf Kalkstein, die unabhängig voneinander als unterschiedliche Variationen beschrieben wurden, sich jedoch morphologisch als sehr ähnlich erweisen: var. pumilum Bunge (Altai, Sibirien), var. alvarense Hylander (Insel Öland in Schweden), var. urmoense Eklung (Finnland, Inselarchipel im Finnischen Meerbusen) und forma kokinjae Hay. (Balkanhalbinsel). Die robusteren Varianten sind überwiegend in den Gebirgen des gesamten Gebietes verbreitet und werden meistens als Allium sibiricum L., Allium schoenoprasum subsp. sibiricum (L.) Richter oder Allium schoenoprasum var. alpinum DC. bezeichnet.
Ein weiterer Typ hat in Längsrichtung gerippte Blätter, der vereinzelt in Sibirien sowie möglicherweise auch in anderen Regionen auftritt. Jedoch verschwindet das Merkmal bei herbarisierten Pflanzen. Diese Form wird manchmal in größeren Gruppen, die alle das gleiche Merkmal haben, beobachtet, jedoch tritt er in der Regel zusammen mit typisch gestalteten Allium schoenoprasum auf. Eine dieser Population wurde dann auch als unabhängige Spezies, Allium udinicum Antzupova, benannt.
Molekulargenetische Untersuchungen indizieren, dass die Sektion Schoenoprasum in Eurasien und Nordamerika weitverbreiteten Ursprungs ist und sich bei Allium schoenoprasum genetisch drei geographische Gruppen ausgebildet haben: eine europäische, eine asiatisch-sibirische sowie eine iranisch-kaukasische. Die ostasiatischen Populationen haben sich dabei vermutlich über Beringia bis auf den nordamerikanischen Kontinent verbreitet. Die skandinavischen Populationen wurden wohl erst durch die Wanderung aus südeuropäischen Standorten nacheiszeitlich gebildet. Die tetraploide spanische Unterart latiorifolium entstammt mutmaßlich einer Genveränderung mit einer Art aus der Sektion Cepa.
Weitere Synonyme Allium schoenoprasum sind u. a.: Allium schoenoprasum var. sibiricum (L.) Garcke, Allium alpinum (DC.) Hegetschw., Allium raddeanum Regel.

## Etymologie
Das Artepitheton schoenoprasum setzt sich zusammen aus den griechischen Wörtern schoinos für Binse und prason für Lauch, direkt übersetzt also „Binsen-Lauch“, und bezieht sich auf die Form der Blätter.
Zum Teil nur regional gebräuchliche Trivialnamen für den Schnittlauch sind oder waren: Beeslook (Unterweser), Beestlock (mittelniederdeutsch), Bergzwiebel (Schlesien), Bestlók (mittelniederdeutsch), Brisslauch, Graslook (Ostfriesland), Jakobslauch (Leipzig), Jakobszwiebeln, Look (Pommern), Piplook (Altmark), Schnedlach (St. Gallen), Schniddleeg (Siebenbürgen), Schniedling (Augsburg), Schnirrleng (Siebenbürgen), Schnittlacht (St. Gallen), Schnitloch (mittelhochdeutsch), Snedelók (mittelniederdeutsch), Snidlak (Göttingen), Sniteloc (althochdeutsch), Snitelouch (Althochdeutsch), Snitilouch (althochdeutsch), Snitlöcher, Snitloich (althochdeutsch), Snitlook (Bremen), Snitlouch (mittelniederdeutsch) und Snittelauch (mittelniederdeutsch).

## Nutzung

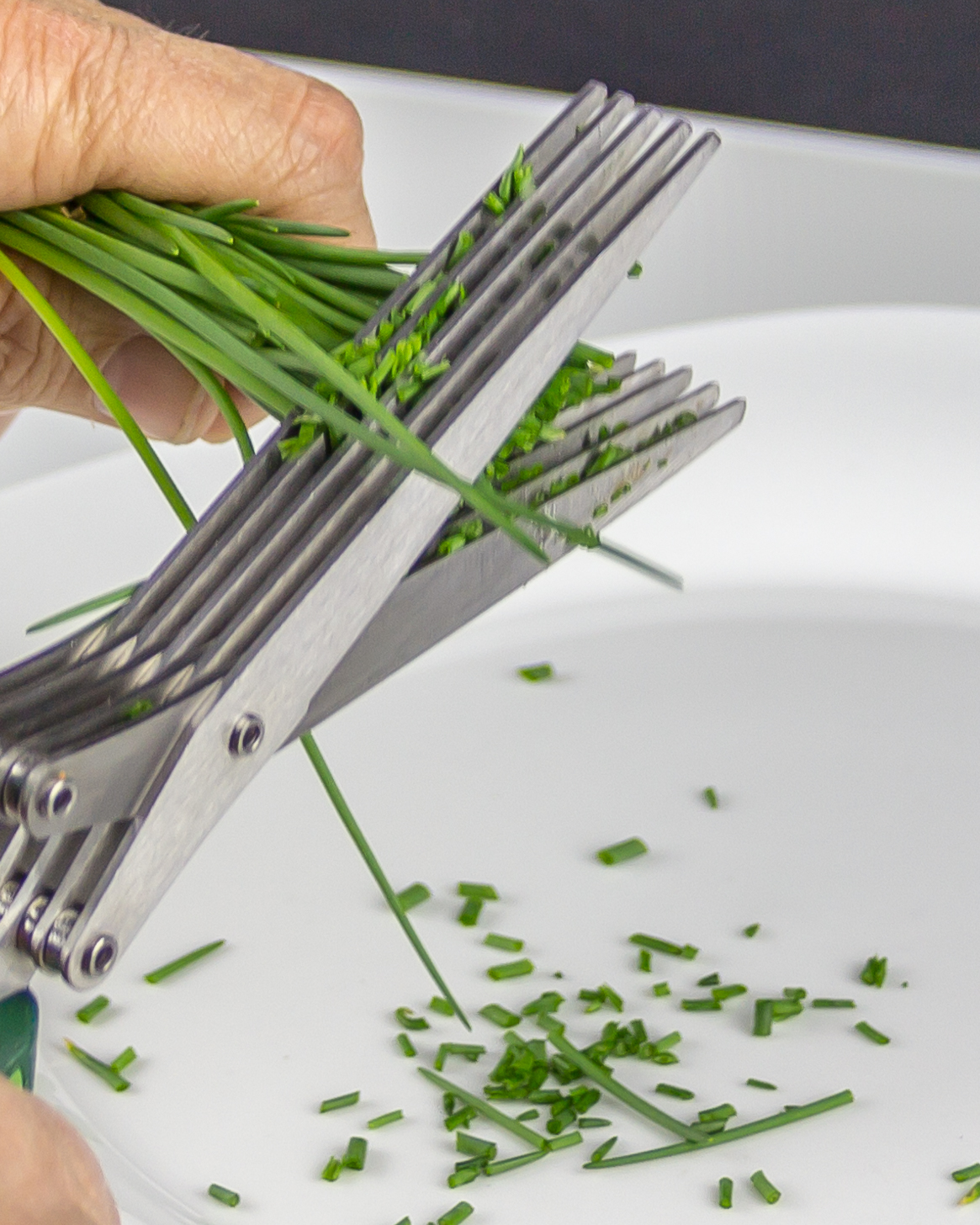
Zerkleinerung von Schnittlauch mit der Kräuterschere

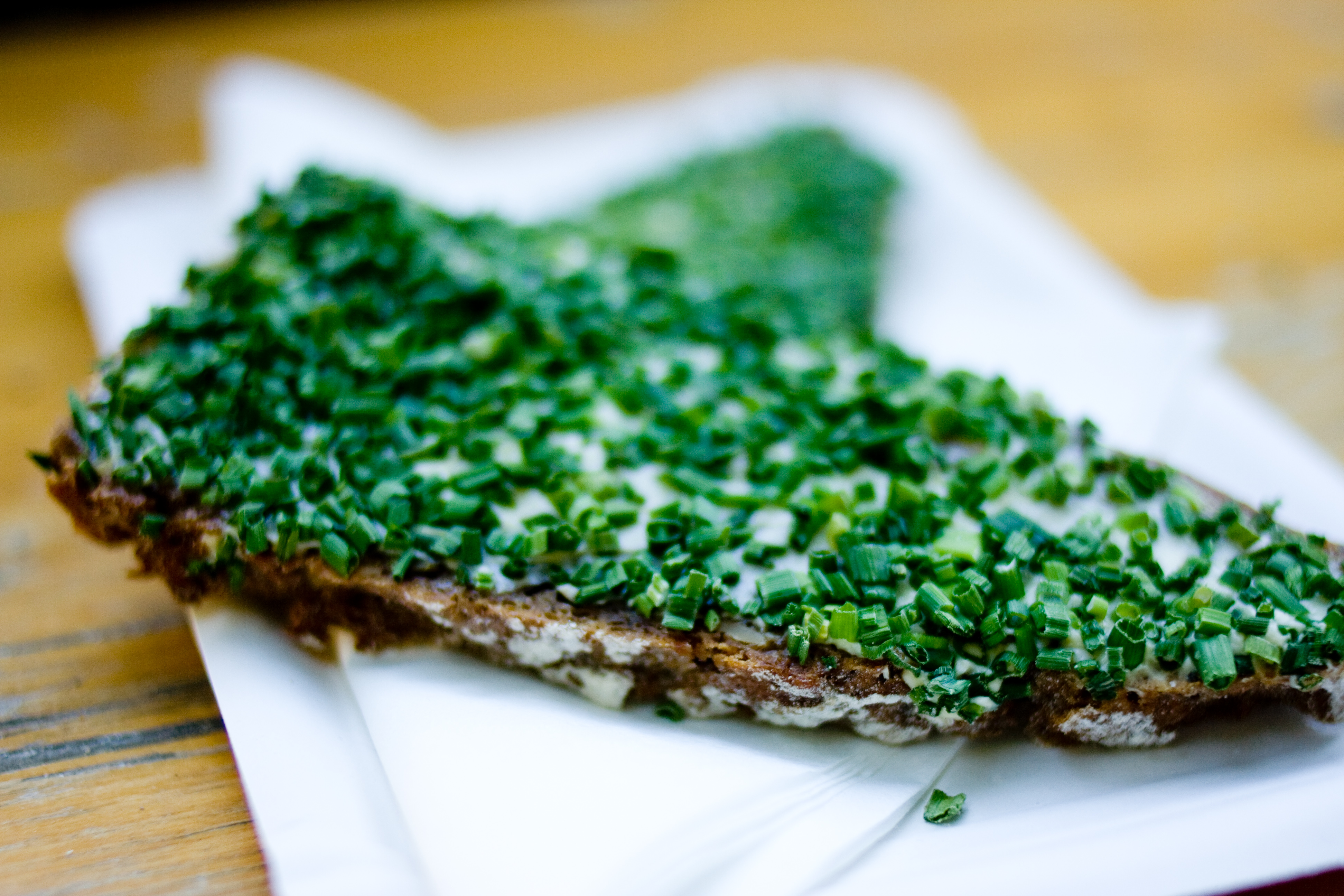
Schnittlauchbrot

Schnittlauch ist seit dem frühen Mittelalter in Kultur. Es gibt zahlreiche Sorten, die in Bezug auf Wuchshöhe und Blattdicke sehr unterschiedlich sind. Neben den typischen lilablühenden Formen treten auch weiß blühende auf. Gelegentlich wird Schnittlauch auch als Zierpflanze in Gärten, beispielsweise in Steingärten, sowie zur Dachbegrünung verwendet.

### Verarbeitung
Schnittlauch wird frisch oder tiefgefroren, wegen des geringen Aromas seltener getrocknet oder gefriergetrocknet verwendet und ist Bestandteil der fines herbes der französischen Küche. Als Küchengewürz geerntet werden nur die oberirdischen Röhrenblätter. Fein geschnitten wird er Salaten, Suppen, Eigerichten oder auch Mayonnaise zugefügt. Das Schnittlauchbrot – ein Butterbrot, reichlich belegt mit Schnittlauchröllchen – ist in Bayern und Österreich eine beliebte Komponente der Brotzeitplatte. Schnittlauch ist ein Bestandteil der Grünen Soße, sowohl nach der Frankfurter als auch der Kasseler Rezeptur, eines typischen Gerichts der deutschen Regionalküche, das sich besonders im hessischen Raum großer Beliebtheit erfreut.

### Anbau
Kommerziell wird Schnittlauch als Würzkraut meist in Gewächshäusern, selten auch in Feldkultur angebaut. Im kommerziellen Anbau fanden sich in den 1990er Jahren vor allem die Sorten ‘Dominant’, ‘Kirdo’, ‘Fitlau’, ‘Wilan’ und ‘Polyvert’. 2004 betrug die Anbaufläche der Schnittlauch produzierenden landwirtschaftlichen Betriebe in Deutschland 642 Hektar, im Jahr 2011 580 Hektar in sieben Bundesländern. Damit entfielen in der Kategorie der Heil-, Duft- und Gewürzpflanzen fünf Prozent der darin statistisch erfassten Anbaukulturen auf den Schnittlauch. Im Jahr 2003 war die Schnittlauchkultur flächenteilig nach Petersilie, Kamille und Leinsaat die bedeutendste. Niedersachsen stellte mit ca. 220,1 Hektar 2003 den Spitzenreiter der Bundesländer mit Schnittlauchproduktion (von im Erhebungszeitraum insgesamt 625,5 Hektar angebauten).
Seit 2010 wird Schnittlauch in der EU-Verordnung über die Statistik der pflanzlichen Erzeugung nicht mehr unter Gemüseanbau und Gemüseerhebung erfasst, sondern nur in der Bodennutzungshaupterhebung unter Heil-, Duft- und Gewürzpflanzen.
Die langen Blätter werden tief abgeschnitten und treiben das ganze Jahr über nach, beim kommerziellen Anbau wird im ersten Jahr einmal, später drei- bis fünfmal geerntet.

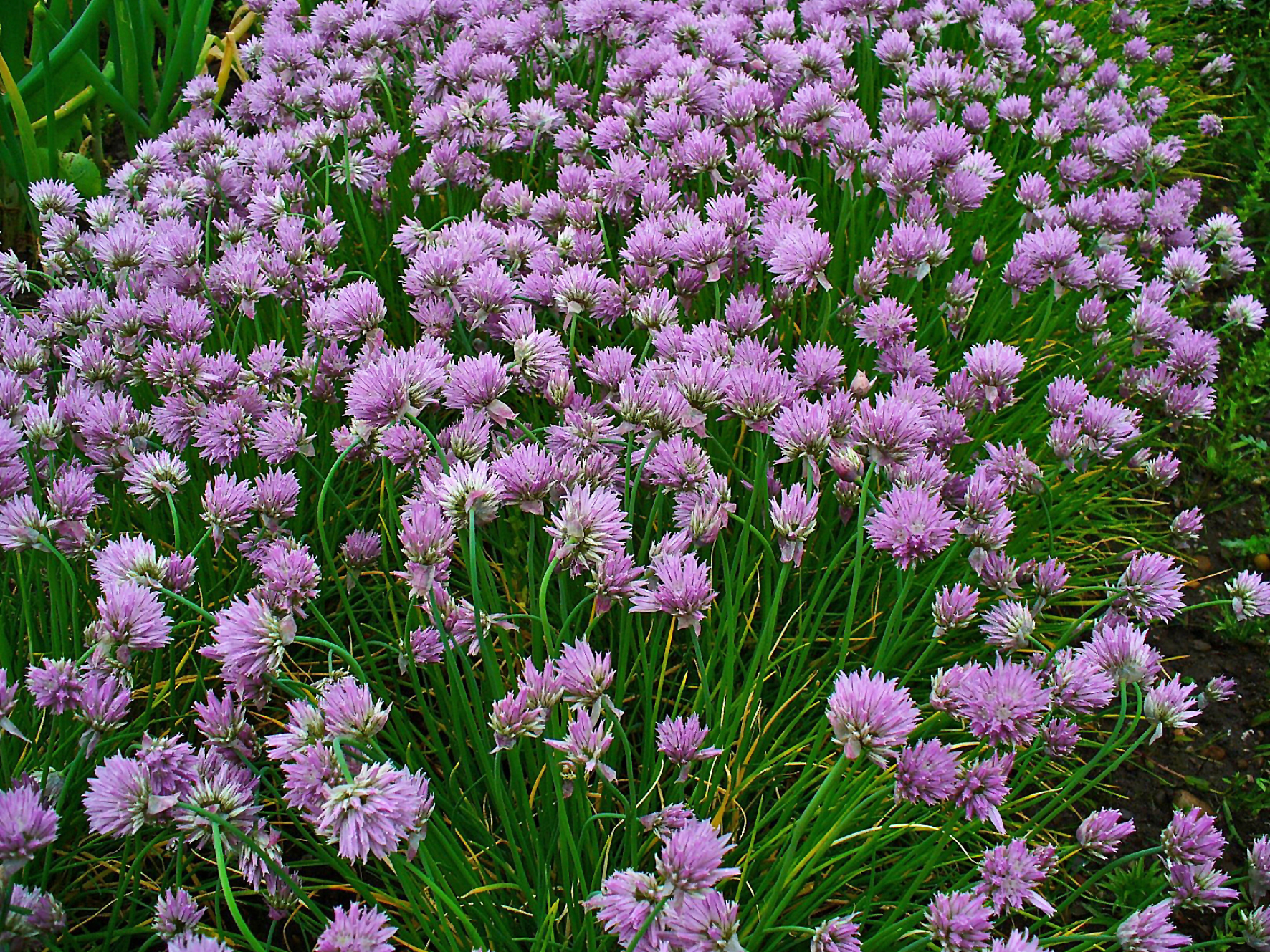
Bestand

### Pflanzenschutz
Im Pflanzenschutz der Nutzpflanzen von Schnittlauchgewächsen gibt es einige Problembereiche. Als Krankheitsursachen und Schaderreger sind unter anderem bekannt: Pilze wie Puccinia allii (Porree-Rost), Falscher Mehltau (Peronospora destructor), Insekten wie Blattläuse der Arten Myzus ascalonicus und Neotoxoptera formosana, Lauchmotte (Acrolepiopsis assectella), Lauchminierfliege (Phytomyza gymnostoma), Zwiebelthripse (Thrips tabaci), sowie Nacktschnecken und störende Unkräuter.

### Nährstoffgehalt – Vitamine, Spurenelemente und Inhaltsstoffe
| Inhaltsstoff  | Schnittlauch, roh Gehalt in 100 g |
| ------------- | --------------------------------- |
| Brennwert     | 125 kJ (30 kcal)                  |
| Wasser        | 090,65 g                          |
| Protein       | 003,27 g                          |
| Fett          | 000,73 g                          |
| Kohlenhydrate | 004,35 g                          |
| Kalium        | 296 mg                            |
| Calcium       | 092 mg                            |
| Eisen         | 001,6 mg                          |
| Magnesium     | 042 mg                            |
| Phosphor      | 058 mg                            |
| Vitamin C     | 058,1 mg                          |
| Thiamin       | 000,078 mg                        |
| Riboflavin    | 000,115 mg                        |
| Niacin        | 000,647 mg                        |
| Vitamin B6    | 000,138 mg                        |
| Vitamin A     | 218 µg                            |
| Vitamin E     | 000,21 mg                         |
| Folsäure      | 105 µg                            |
| Vitamin K     | 212,7 µg                          |

Quelle (in englischer Sprache): United States Department of Agriculture
Der Geschmack entsteht durch die Folgeprodukte des enzymatischen Abbaus der Cysteinsulfoxide wie Dipropyldisulfid, Methylpentyldisulfid, Pentylhydrodisulfid und Cis-/trans-3,5-Diethyl-1,2,4-trithiolan.